# کیس ویدکوپ
کیس ویدکوپ (انگلیسی: Kees Wijdekop; january ۳۱, ۱۹۱۴ – ۸ آوریل ۲۰۰۸ (۹۴ ساله)) ورزشکار اهل پادشاهی هلند بود.
وی در مسابقات کشوری و بین‌المللی در مجموع برندهٔ ۱ مدال برنز شده‌است.